# Al-Sunan al-Sughra
Al-Sunan al-Sughra (árabe: السنن الصغرى), también conocido como el Sunan un-Nasa'i (en árabe: السنن الصغرى‎), o también Mujtana o Al-Mujtaba, es uno de los Kutub al-Sittah (seis grandes hadices), y fue recopilado por Al-Nasa'i (829-915 d. C.).

## Descripción
Los suníes consideran a esta colección como la quinta más importante de sus seis grandes colecciones de hadiz.
También conocida como Al-Mujtaba ("los seleccionados"), esta recopilación tiene aproximadamente 5.270 hadices incluyendo narraciones repetidas, que el autor seleccionó de otra obra suya más grande, el As-Sunan al-Kubra. La mayoría de estudiosos del hadiz le consideran el libro más auténtico de hadices (narraciones del Profeta Mahoma) por detrás de los Sahihayn  o "Dos Sahih" (es decir, el Sahih al-Bujari y el Sahih Muslim).
De acuerdo con Ghassan Abdul‐Jabbar, al-Nasa'i  estaba interesado en explorar las indicaciones sutiles de los textos del hadiz, y utilizaba rúbricas para indicar su entendimiento de los hadices. Por ejemplo, señala Abdul-Jabbar, el autor empieza con una rúbrica, "Capítulo en relación con la persona que comercia con sus bienes por medio de falsas promesas," y cita cuatro hadices que describen lo reprensible de este acto. Luego se encuentra el "Capítulo en relación con la promesa que debe considerarse una estafa en una venta," citando una hadiz similar a los del capítulo previo, pero con la diferencia de que especifica el tipo de estafa.

## Perspectivas
El Sunan Un-Nasa'i contiene el menor número de hadices da‘eef (débiles) de entre los seis libros por detrás de los Sahihayn (Sahih al-Bujari y Sahih Muslim); no hay un solo hadiz mawdhoo (fabricado o falsificado) en él, de acuerdo entre otros con al-Haafiz Ibn Haja.

## Comentarios y Publicaciones
El libro y sus comentarios han sido publicados por editoriales diferentes alrededor del mundo : 
- Kitab al-Sunan al-Kubra al-Nasa'i por Shaykh Shuaib Al Arna'ut & Shaykh al-Turki: Publicado por al-Risalah al-'Alamiyyah | Beirut/Damasco, Líbano/Siria en 2011.[9]
- Traducción inglesa del Sunan Un-Nasa'i (6 Libros), Publicado por: Darussalam (2007)
- Sunan al-Nasa'i (6 vols.) Árabe-inglés. Publicado por: Darussalam (2007)